# Travewerft Ebschner & Gabler
Die Travewerft wurde 1949 in Lübeck auf der Teerhofinsel gegründet. Ulrich Gabler und Fritz Ebschner waren die Gründer, sie hatten vor dem Zweiten Weltkrieg gemeinsam an der Entwicklung von U-Booten gearbeitet.

## Geschichte
Die Werft entstand aus einer Bootswerft. Ab 1950 wurden anfangs Fischkutter von 20 bis 50 BRT gebaut, danach Binnenschiffe, Schleppdampfer und kleine Küstenfrachter. Für schwedische Reeder wurden 1953 kleine Fahrgastschiffe (150 BRT) gebaut. 1954 wurde ein 650 BRT Viehtransporter gebaut und ab 1955 überwiegend Frachtschiffe mit 499 BRT bis 2.300 BRT.
1953 übernahm die Firma Hansen-Eisen, eine Tochter des damaligen Flick-Konzerns, aufgrund eines Vergleichsverfahrens die Werft, und sie firmierte fortan unter „Travewerft GmbH“. 1958 wurde der Werftbetrieb geschlossen und das Gelände wurde an Rudolf Harmstorf übergeben, der im Wasserbau tätig war. 1959 hieß der Betrieb „Wasserbau- und Travewerft Rudolf Harmstorf GmbH“. Diese Firma wurde Anfang der 1970er Jahre geschlossen. Die letzten Jahre vor der Schließung diente der Betrieb als Abwrackwerft. Die Kufra-Bootswerft nutzt heute einen Teil des Geländes.
Gabler und sein früherer Direktor Fritz Ebschner gründeten das Ingenieurkontor Lübeck (IKL).